# Espace urbain Nice-Côte-d'Azur
Nice-Côte d'Azur est un espace urbain centré autour de la métropole ou capitale de la Côte d'Azur : Nice.
Il convient aussi d'y ajouter la Principauté de Monaco, État indépendant enclavé dans les Alpes-Maritimes.
L'urbanisation étant très dense sur la côte méditerranéenne, l'Insee a dû délimiter cette zone en deux espaces urbains : celui de Nice et celui du Grand delta méditerranéen, centré autour de Marseille. Ce dernier inclut également la ville de Toulon, plus proche de Marseille que de Nice.

## Aires urbaines et autres communes (France)
L'espace urbain Nice-Côte d'Azur est constitué, en France, de six  aires urbaines et de 12 communes hors de ces aires urbaines. S'y ajoute la Principauté de Monaco, État indépendant.
| Aire urbaine      | Département              | Population (hab) | Superficie (km²) | Densité (hab/km²) | Nombre de communes       |
| ----------------- | ------------------------ | ---------------- | ---------------- | ----------------- | ------------------------ |
| Nice              | Alpes-Maritimes + Var    | 991 903          | 1 100,89         | 930               | 117                      |
| Fréjus-St Raphael | Var                      | 93 550           | 218,76           | 383               | 3                        |
| Menton-Monaco     | Alpes-Maritimes + Monaco | 66 692 + 32 020  | 81,24            | 821               | 10 (France) + 1 (Monaco) |
| Draguignan        | Var                      | 44 851           | 268,64           | 167               | 6                        |
| Sainte-Maxime     | Var                      | 15 565           | 126,19           | 123               | 2                        |
| Saint-Tropez      | Var                      | 8 154            | 35,92            | 227               | 2                        |
| autres communes   | Alpes-Maritimes + Var    | 45 569           |                  |                   | 12                       |

Ces 12 autres communes sont : 
- Gars, Sospel et Venanson dans les Alpes-Maritimes
- Les Arcs, Bagnols-en-Forêt, Callas, Cogolin, La Motte, Le Muy, Le Plan-de-la-Tour, Roquebrune-sur-Argens et Saint-Paul-en-Forêt dans le Var

## Transports
L'autoroute A8, seul axe autoroutier traversant une conurbation de près d'un million d'habitants, est congestionné aux heures de pointe mais aussi aux heures creuses, car il permet  une desserte inter-villes et inter-quartiers. Par ailleurs c'est la seule autoroute urbaine payante de France.
Dans les Alpes-Maritimes, chaque agglomération a son réseau de transports collectifs urbains : Lignes d'azur pour Nice, Envibus pour Antibes, Palm Bus (ex-Bus Azur) pour Cannes, Sillages à Grasse et Zest'bus (anciennement Carf en bus) à Menton. En outre, le Conseil départemental des Alpes-Maritimes a mis en place un réseau de transport départemental qui est en fait la partie suburbaine de Lignes d'azur (anciennement TAM), reliant les villes azuréennes tous les 15 minutes pour les lignes du littoral.
L'aéroport de Nice-Côte d'Azur, international, est le troisième aéroport français après Paris-Charles-de-Gaulle et Paris-Orly, avec plus de 11,5 millions de passagers en 2013. Il devrait encore être agrandi.

## Économie
Le cœur de cet espace urbain est Nice et sa proche banlieue. Cinquième ville de France, Nice draine plus de 40 % des actifs des villes voisines  et dispose de plusieurs grands quartiers d'affaires.
Le tourisme est aussi un vecteur économique important, qui draine beaucoup de richesse sur la Côte d'Azur. Cette dernière est la première destination touristique des Français et la seconde terre d'accueil des touristes étrangers en France après Paris.

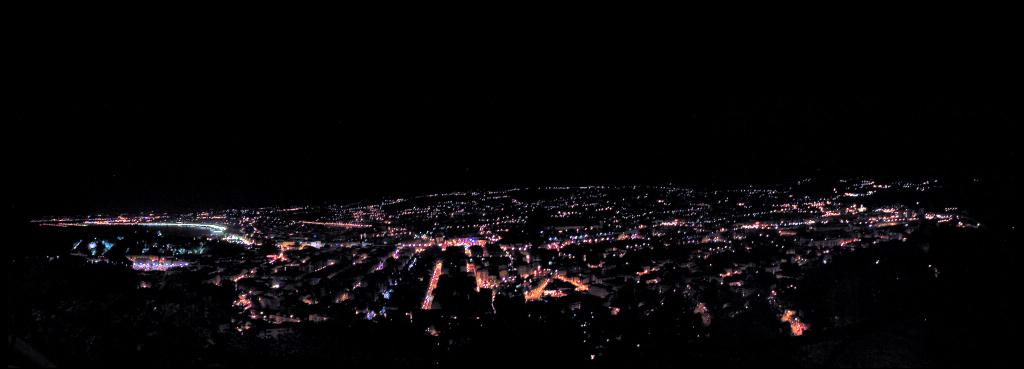
Nice de nuit.
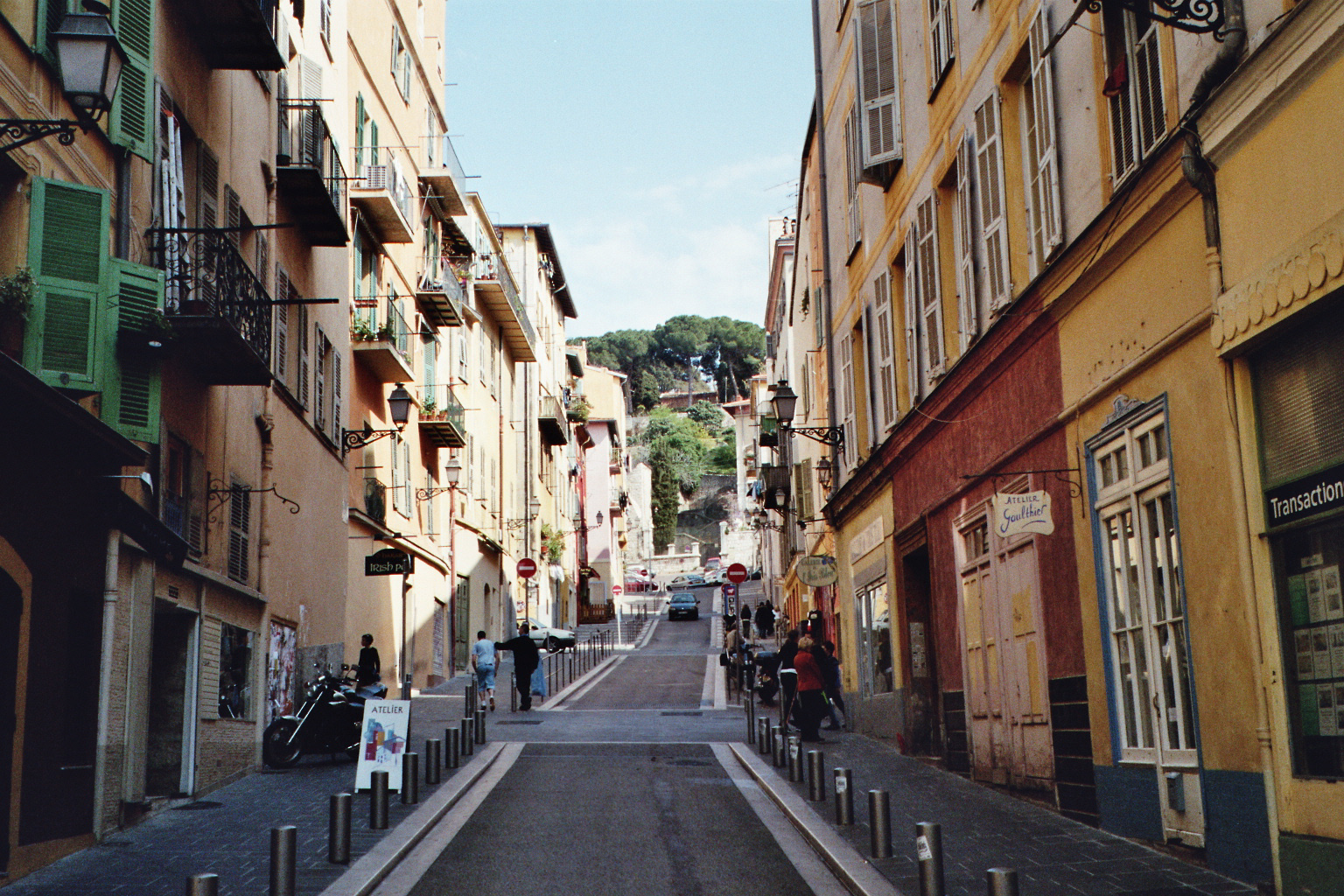
Rue du Vieux-Nice
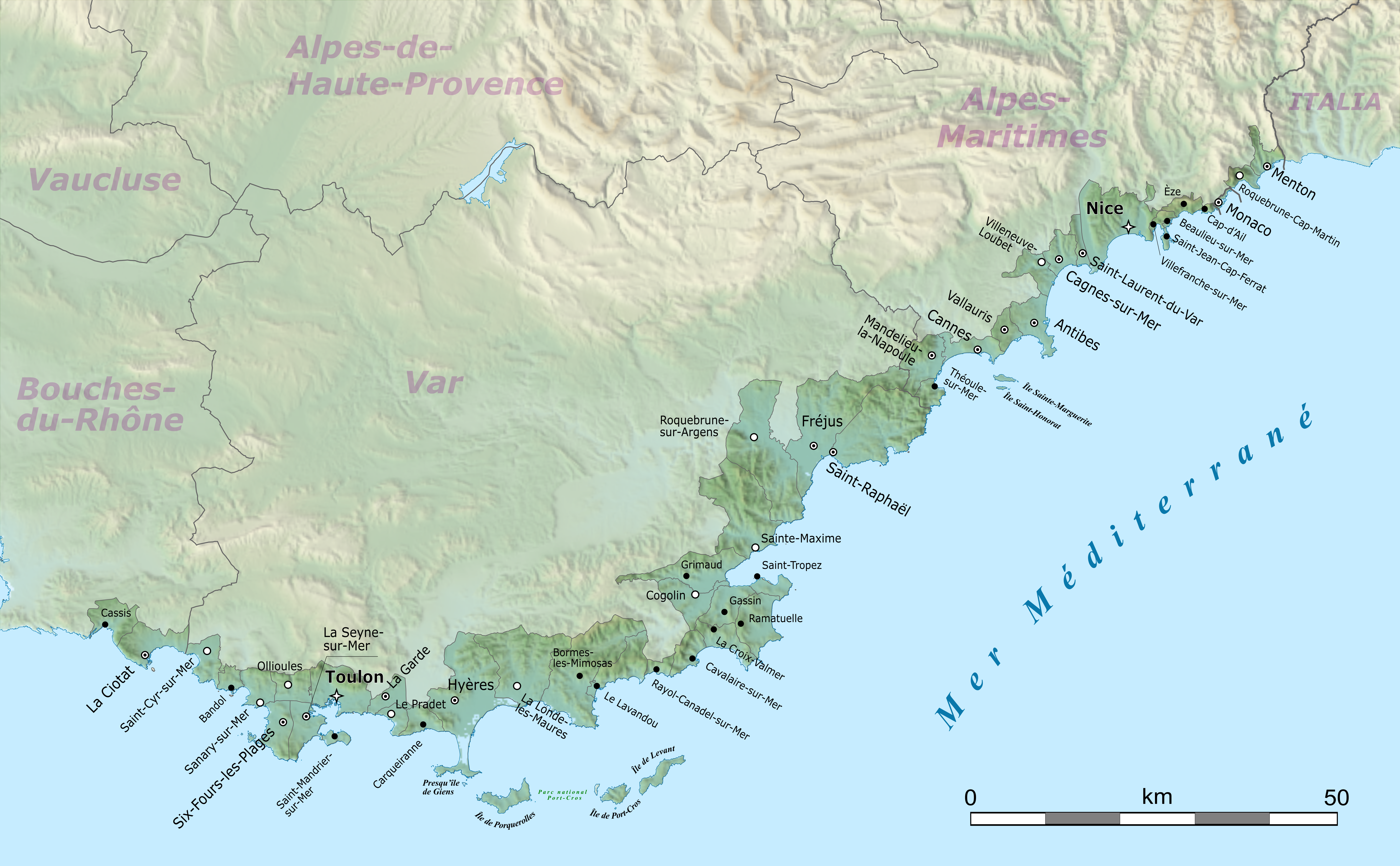
Carte de la Côte d'Azur
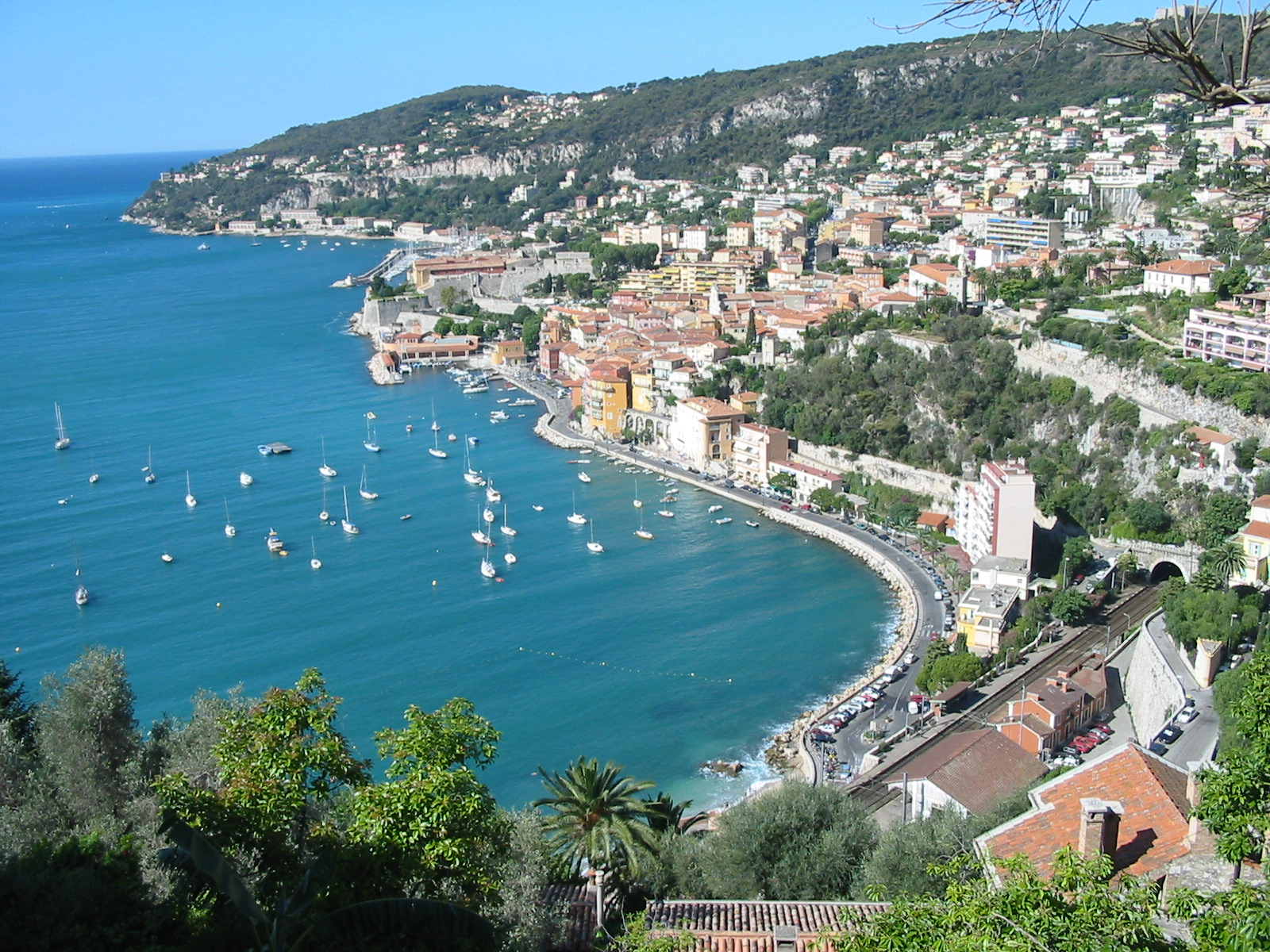
Villefranche-sur-Mer